# Fracture (australische Band)
Fracture ist eine australische Power- und Progressive-Metal-Band aus Melbourne, die 2007 gegründet wurde.

## Geschichte
Die Band wurde Anfang 2007 gegründet und ist um das Duo David Bellion (Gesang) und Tony Markous (E-Gitarre) aufgebaut. Im Oktober 2010 erschien über Nightmare Records das Debütalbum Simple Chaos, auf dem Mark Degiorgio als Schlagzeuger und Joe Kostof als zweiter Gitarrist mitwirkten.

## Stil
Laut Bonnek von Prog Archives spielt die Band schweren Progressive Metal, der wie eine Mischung aus Nevermore, Kamelot und Fates Warning klingt. Tobias Blum vom Rock Hard schrieb in seiner Rezension zu Simple Chaos, dass die Band hierauf klaut, „was bei klassischem US-Metal und modernem Thrash schief gehen kann“. Der Gesang klinge von John Arch und Geoff Tate inspiriert und klinge hoch und recht kraftvoll und mache von Vibrato Gebrauch, jedoch mangele es an Charisma. Die Songs seien zwar kompliziert, jedoch unoriginell und es fehle an Hooklines. Die Riffs der E-Gitarren seien tiefer gestimmt und würden an die härtesten Momente von Dream Theater oder auch Fear Factory erinnern. Das Album sei steril produziert und es fehle an Dynamik. Pete Pardo von seaoftranquility.org beschrieb die Musik des Albums als eine Mischung aus Power- und Progressive-Metal, die für Fans von Queensrÿche, Fates Warning und Zero Hour geeignet sei. Das Album biete erhabenen Gesang, einprägsame Songs und technisch anspruchsvolle Gitarrenarbeit, die schwer und dicht klinge. Der Gesang sei mit dem von Geoff Tate, Ray Alder und Chris Salinas vergleichbar.

## Diskografie
- 2010: Simple Chaos (Album, Nightmare Records)